# Bertl Schultes
Albert „Bertl“ Schultes (* 13. Dezember 1881 in München-Schwabing; † 10. März 1964 ebenda) war ein deutscher Schauspieler bei Bühne und Film.

## Leben und Wirken
Schultes fühlte sich von frühauf dem Schaffen Ludwig Thomas verbunden und hatte seit der Jahrhundertwende an Bauernbühnen gespielt. Als der Film ihn vor die Kamera holte, wurde Schultes dementsprechend in nahezu durchgehend weiß-blauen Stoffen mit bäuerlichem und alpinen Hintergrund besetzt. 1924 folgte er dem bayerischen Regisseur Franz Osten für mehrere Filmprojekte nach Indien, um Osten als Dolmetscher zu dienen. 1932, 1933/34 und 1939 agierte Schultes überdies an der Seite des renommiertesten Bergfilmers Luis Trenker (in Der Rebell, Der verlorene Sohn und Der Feuerteufel). Schultes stand 1944 in der Gottbegnadeten-Liste des Reichsministeriums für Volksaufklärung und Propaganda.
Nach dem Zweiten Weltkrieg gehörte Albert „Bertl“ Schultes einige Jahre lang (Anfang der 1950er) dem festen Filmstamm der Peter-Ostermayr-Produktion an und verkörperte in einer Reihe von Ludwig-Ganghofer-Verfilmungen knorrige Älpler und urige Bajuwaren. Mehrmals sah man Bertl Schultes in Bürgermeister-Rollen, er spielte aber auch andere Amtsträger. Zuletzt trat der Münchner in zwei Lustspielen der „Zwei Bayern in…“-Reihe an der Seite von Joe Stöckel und Beppo Brem auf. Sein fünf Jahre jüngerer Bruder Max Schultes arbeitete ebenfalls als Schauspieler.

## Filmografie
- 1918: Der Wilderer
- 1919: Bergsünden
- 1919: Die Tochter der Berge
- 1923: Stürzende Wasser
- 1924: Sabotage
- 1932: Der Rebell
- 1934: Der verlorene Sohn
- 1936: Die Jugendsünde
- 1937: Doppelselbstmord
- 1939: Der Feuerteufel
- 1940: Das sündige Dorf
- 1949: Das goldene Edelweiß
- 1950: Der Geigenmacher von Mittenwald
- 1951: Die Alm an der Grenze
- 1951: Heimat, Deine Sterne
- 1951: Die Martinsklause
- 1952: Heimatglocken
- 1953: Die Mühle im Schwarzwäldertal
- 1953: Der unsterbliche Lump
- 1954: Das Kreuz am Jägersteig
- 1954: Schloß Hubertus
- 1956: Zwei Bayern in St. Pauli
- 1957: Zwei Bayern im Urwald